# Abierto de Australia 1985
Lista de los campeones del Abierto de Australia de 1985:

## Individual masculino
Stefan Edberg (SWE) d. Mats Wilander (SWE), 6–4, 6–3, 6–3

## Individual femenino
Martina Navratilova (USA) d. Chris Evert (USA), 6–2, 4–6, 6–2

## Dobles masculino
Paul Annacone(USA)/Christo van Rensburg (RSA)

## Dobles femenino
Martina Navratilova (USA)/Pam Shriver (USA)
| Predecesor: 1984                           | Abierto de Australia 1985 | Sucesor: 1987                         |
| Predecesor: Abierto de Estados Unidos 1985 | Grand Slam 1985           | Sucesor: Torneo de Roland Garros 1986 |

- Datos: Q781880